# Hisakichi Toyoda
Hisakichi Toyoda (japonès: 豊田久吉)  (Yamaguchi, 2 de gener de 1912 - 7 d'octubre de 1976) va ser un nedador japonès que va competir durant la dècada de 1930. Era l'avi del també nedador Kenji Watanabe.
El 1932 va prendre part en els Jocs Olímpics de Los Angeles, on va guanyar la medalla d'or en els 4×200 metres lliures del programa de natació, formant equip amb Masanori Yusa, Yasuji Miyazaki i Takashi Yokoyama.